# Aellopus
Aellopus is een geslacht van wantsen uit de familie bodemwantsen (Lygaeidae). Het geslacht werd voor het eerst wetenschappelijk beschreven door Wolff in 1811.

## Soorten
Het genus bevat de volgende soorten:

- Aellopus atratus (Goeze, 1778)
- Aellopus praeustus (Jakovlev, 1904)
- Aellopus sumulailu Linnavuori, 1984
- Aellopus syriacus (Reuter, 1885)